# 山本直寛
山本 直寛（やまもと なおひろ、1994年8月29日 - ）は日本の俳優、元モデル。（株）TOKYO ARTISTS AGENCY所属
早稲田大学政治経済学部在学中に応募したメンズノンノのオーディションに合格。モデルを経て役者へ転向。2024年1月19日にトリンドル玲奈との結婚を発表した。同年6月より（株）TOKYO ARTISTS AGENCYに所属。

## 出演

### ドラマ
- レッドアイズ 監視捜査班（日本テレビ、2021年）
- 取り立て屋ハニーズ（ひかりTV、2021年）
- お茶にごす。（テレビ東京、2021年）
- 日本沈没スピンオフドラマ「最愛の人」（TBS、2021年）
- 女子高生の無駄づかい（テレビ朝日、2020年）
- 行列の女神〜らーめん才遊記〜（テレビ東京、2020年）
- ＃リモラブ（日本テレビ、2020年）
- 人生が楽しくなる幸せの法則（読売テレビ、2019年）
- 偽装不倫（日本テレビ、2019年）
- 俺の話は長い（日本テレビ、2019年）
- 都庁爆破!（TBS、2018年）
- 幕末グルメ！ブシメシ！（BSプレミアム、2018年）
- リピート（読売テレビ、2018年）
- Miss・デビル 人事の悪魔椿眞子（日本テレビ、2018年）
- あなたには渡さない（テレビ朝日、2018年）
- 捜査会議はリビングで！～おかわり～（BSプレミアム、2018年）
- お前はまだグンマを知らない（日本テレビ、2017年）
- 小さな巨人（TBS、2017年）
- 植木等とのぼせもん（NHK、2017年）
- 民王R 第3話・第4話（テレビ朝日、2024年11月5日・12日） -梅村進（若いころ） 役

## 映画
- 若き見知らぬ者たち（2024年）
- ミッシング（2024年）
- スウィートビターキャンディ（2022年）
- リカ〜自称28歳の純愛モンスター〜（2021年）
- 君は月夜に光輝く（2019年）
- センセイ君主（2018年）
- いつも月夜に米の飯（2018年）

## 舞台
- 彩の国シェイクスピア・シリーズ2nd Vol.1 「ハムレット」（2024年5月7日〜26日 彩の国さいたま芸術劇場ほか）
- インヘリタンス －継承－（2024年02月11日～02月24日 東京芸術劇場ほか）
- ハイバイ 再生（2023年6月1日～11日 東京芸術劇場ほか）
- 彩の国シェイクスピア・シリーズ第36弾「ジョン王」（2022年12月26日〜2023年1月22日 Bunkamuraシアターコクーン）
- マームとジプシー「四月生まれの雷」（2022年4月29〜5月1日 LUMINE0）
- マームとジプシー「Light house」(2022年4月1日～6日 那覇市文化芸術劇場なはーとほか)
- マームとジプシー「Light house」（2022年2月19日～3月6日 東京芸術劇場）
- 二兎社「立ち止まる人たち」（2020年3月28・29日 東京芸術劇場）
- 「秋元松代の世界」Vol.1 戦後を生きる庶民たち（2020年3月21日 シアター風姿花伝）
- マームとジプシー「CITY」（2019年5月18日～26日 彩の国さいたま芸術劇場）
- マームとジプシー「BOAT」（2018年7月16日～26日 東京芸術劇場）
- シッダールタ（2025年11月15日〜2026年1月〈予定〉、世田谷パブリックシアターほか）[3]

## 参考資料
- 山本直寛のプロフィール・作品情報 ナタリー
- トリンドル玲奈、山本直寛と電撃婚　自ら「連絡先を聞いた」実った猛アタック サンスポ
- Light house - マームとジプシー藤田貴大約2年ぶりの新作
- 『再生』特設サイト ハイバイ
- インヘリタンス 東京芸術劇場
- 彩の国シェイクスピア・シリーズ2nd Vol.1『ハムレット』 公益財団法人埼玉県芸術文化振興財団